# Rheinische Gruppe
Die Rheinische Gruppe war eine Künstlergemeinschaft in Köln-Nippes.

## Geschichte
Die Mitglieder der Gruppe, im Wesentlichen Schüler und Studenten, trafen sich in den 1930er Jahren regelmäßig in der Buchhandlung von Goswin Peter Gath. Als Forum der Gruppe sollte die Zeitschrift Aufriß dienen, von der aber nur ein Exemplar erschien.
Bekannte Mitglieder der Gruppe waren:
- Max Bense (1910–1990), Philosoph, Schriftsteller, Publizist
- Erwin Bücken (1910–2005), Dichterarzt
- Albrecht Fabri (1911–1998), Schriftsteller und Essayist, ab 1930[3]
- Herbert Franke (1914–2011), Sinologe
- Goswin Peter Gath (1898–1959), Schriftsteller und Forscher auf dem Gebiet der Mythen- und Sagenkunde und der Erforschung des Kölner Sprachschatzes
- Hans-Georg Laubenthal (1911–1971), Schauspieler und Sänger
- Rolf Mayr, Übersetzer der Sagen La Fontaines
- Peter Schäfer († 1945, vermisst), angehender Essayist
- Werner Speiser (1908–1965), Japanologe und Direktor des Ost-Asiatischen Museums in Köln und
- Stefan Andres (1906–1970), Schriftsteller; beratend

Die Gruppe richtete literarisch-musikalische Veranstaltungen aus. Ein Schwerpunkt der Zusammenkünfte waren die Debatte und Diskussion über Literatur u. a., von Aristoteles, Zarathustra, Kant, Schopenhauer, Benn, Hölderlin, Mörike, Nietzsche. Im Übrigen lag die Bedeutung der „Rheinischen Gruppe“ wesentlich in der gegenseitigen geistigen Anregung. Albrecht Fabri fasste das einmal so zusammen: „Wir waren auf unsere Weise eine kleine Akademie.“
Über die Zeit des Nationalsozialismus schrieb Erwin Bücken in seinem Artikel „Frühes Begegnen mit Max Bense“: „Im Grunde waren wir, nicht zu unsrem Heil, völlig unpolitisch, haßten die braune Pest. Wir erlebten die Straßenschlachten von rechts und links, die Hilflosigkeit der wechselnden Regierungen und spürten mit Entsetzen den wachsenden Antisemitismus, der uns unbegreiflich schien. Fritz Ballin, Wolfgang Krebs, Hugo Platon waren Freunde unseres Kreises, bis sie das Grauen hinwegschwemmte. Einige von uns mußten sich darum Vernehmungen bei der Gestapo gefallen lassen, Bense war auch dabei.“